# Mi smo garda Hrvatska
Mi smo garda hrvatska je hrvatska domoljubna pjesma nastala u Domovinskom ratu, a koja se danas u instrumentalnoj verziji izvodi kao koračnica pri svečanostima u Oružanim snagama RH i ostalim protokolarnim događajima. 
Autor stihova je Mladen Kvesić, a orkestraciju je napisao Nikica Kalogjera.

## Poveznice
- Orkestar Oružanih snaga Republike Hrvatske

## Vanjske poveznice
- Izvedba pjesme s Orkestrom OSRH  Arhivirana inačica izvorne stranice od 23. rujna 2008. (Wayback Machine)
- "Mi smo garda Hrvatska"